# Filmkomedie
Filmkomedie, kortweg komedie of comedy is een filmgenre waarin de nadruk ligt op humor. Komedie is een van de grootste en oudste filmgenres: enkele van de vroegste films hadden al komische elementen. Komedies vertrouwen meer dan andere genres op de kracht van de filmster. Veel komedies zijn luchtige vertellingen met een goede afloop en geen ander doel dan vermaak, maar er zijn ook zwarte komedies met een grimmigere toon en films met een maatschappijkritische ondertoon.

## Geschiedenis

### Begin van de cinema (1894-1902)
Toen film eind 19e eeuw ontstond, kende het theater al een lange traditie van komedie met genres als vaudeville, klucht, commedia dell'arte, variététheater en het circus. Zij zouden ook van grote invloed zijn op de eerste filmkomedies. De vroege film zelf was zeer nauw met het komische theater verbonden: vroege filmvertoningen vonden vaak plaats op kermissen, sideshows en in vaudevilletheaters. Veel van de eerste filmkomieken zijn afkomstig uit de vaudeville, die een groot deel van hun materiaal hebben overgenomen van succesvolle showroutines.
Humor vond dus al snel zijn weg naar de film. Thomas Edison filmde in 1894 de nies van een van zijn medewerkers, en bracht hem uit onder de naam Fred Ott's Sneeze. Edisons assistent William K.L. Dickson maakte al snel daarna korte filmpjes van twintig seconden van vaudeville-acts als Buffalo Bill. De gebroeders Lumière maakten in 1895 L'Arroseur arrosé, waarin een jongen een grap uithaalt met een tuinman, waardoor deze zichzelf natspuit.

### Het stomme tijdperk (1902-1927)

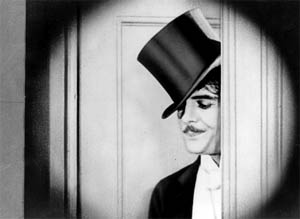
De Franse acteur Max Linder was een van de eerste internationaal bekende filmkomieken.

In het tijdperk van de stomme film was slapstick het dominante subgenre. In het begin waren het vooral achtervolgingsfilms: films waarbij door een gebeurtenis een personage door een grote groep mensen wordt achtervolgd over verscheidene locaties. Achtervolgingsfilms werden over de gehele wereld gemaakt. Zelfs Nederland bracht zo'n film voort: De mésaventure van een Fransch heertje zonder pantalon aan het strand te Zandvoort (1905).
Vooral Frankrijk produceerde in het begin veel populaire en invloedrijke komedies: in 1907 begon Pathé met een reeks films over het typetje Boireau, gespeeld door André Deed. Deed groeide uit tot een van de eerste internationale filmsterren. Zijn typetje, gebaseerd op de Pierrot, was in een groot aantal landen onder een andere naam bekend, zoals Cretinetti in Italië en Foolshead in Engeland. Meer filmsterren stonden op in Frankrijk, elk met een eigen typetje. Zo speelde Charles Prince in bijna zeshonderd films. De bekendste was Max Linder, eveneens werkzaam bij Pathé. Linders typetje was altijd keurig gekleed in chique kledij, hoge hoed en met een parmantige snor, en kreeg steevast te kampen met voor de middenklasse beschamende momenten. Hij was bekend over heel Europa, zodat hij in 1910 wekelijks een film opnam om aan de vraag te voldoen. Hij groeide al snel uit tot de best betaalde artiest van zijn tijd. Hij beïnvloedde latere komieken om onderscheidende typetjes te ontwikkelen met elk hun eigen kenmerkende uiterlijkheden. Charlie Chaplin noemde hem zelfs zijn "professor". Tot zijn dood in 1925 werkte hij afwisselend in Frankrijk en de Verenigde Staten.
Italiaanse studio's streefden het succes van de Franse komedies na en begonnen vanaf 1909 hun eigen komische reeksen. Ze werkten niet alleen met Italiaanse, maar ook met Franse komieken. Zo huurde Itala André Deed in voor de Cretinetti-reeks, en maakte Cines films rond het typetje Polidor van de oorspronkelijk Franse clown Ferdinand Guillaume. Ook de Italiaanse films werden internationaal succesvol, waardoor er tot ver in de jaren tien honderden komische films werden geproduceerd. Ook in andere landen kwamen de eerste filmkomieken op, zoals Fred Evans in Engeland en Antonin Fertner in Rusland.
De VS had ook zijn eigen komediester, John Bunny. Met Flora Finch vormde hij van 1912 tot zijn dood in 1915 een van de eerste filmkomedieduo's. Hollywood werd pas dominant met de komst van de Eerste Wereldoorlog, toen veel Europese komieken moesten dienen (en stierven) aan het front. Spil hierin was Mack Sennett. In 1912 richtte hij Keystone Pictures op, het eerste filmbedrijf dat zich specialiseerde in komedie. De studio werd vooral bekend vanwege The Keystone Cops, een reeks korte komische films bekend om de stunts, achtervolgingen, taartsmijtscènes en montagetrucs als versneld afspelen en achteruitspoelen. Komieken als Roscoe "Fatty" Arbuckle en Chester Conklin begonnen hun carrière als Keystone Kop. Sennett had daarnaast een kleine groep komieken onder contract, waaronder Mabel Normand en Ben Turpin. Vaak gaf hij hen de vrijheid om zelf hun eigen films te regisseren.
De slapstickfilms waren vooral korte films, maar in 1914 maakte Sennett de eerste komische lange speelfilm, Tillie's Punctured Romance. Een van de hoofdrolspelers in deze film was Charlie Chaplin. Chaplin ontwikkelde bij Keystone zijn personage, de "kleine zwerver", met bolhoed, wandelstok en te grote schoenen. Chaplin sprong uit door zijn behendigheid, wat zich uitte in vele strak gechoreografeerde vecht- en achtervolgingsscènes, en zijn kracht om humor te halen uit alledaagse objecten. Bovendien voegde hij in zijn films pathos toe. Hij zou uitgroeien tot een van de prominente komieken van het tijdperk. Al in 1916 wist hij de volledige controle te krijgen over het creatieve aspect van zijn films.
Sennett was echter niet de enige die actief was op de markt. In 1917 begon een van Sennetts populairste komieken, Fatty Arbuckle, zijn eigen productiemaatschappij, waarmee hij zijn eigen films kon produceren en regisseren. In het spel werd hij vaak bijgestaan door zijn sidekick Buster Keaton. Een andere populaire acteur was Douglas Fairbanks, die anders dan andere komieken vrijwel alleen in lange speelfilms speelde. Fairbanks ruilde in de jaren twintig de komedie in voor avontuurlijke mantel-en-degenfilms. Sennetts belangrijkste concurrent was echter Hal Roach. Hij behaalde zijn eerste successen met het produceren van de films van Harold Lloyd. Lloyds personage was een onstuimige jongeman met een strohoed en een bril met donker montuur, die veel succes had. Roach groeide in de jaren twintig uit tot de belangrijkste producent en schrijver van slapstickfilms. In 1922 begon hij de zeer populaire en langlopende Our Gang-reeks, later op televisie uitgezonden onder de naam De Boefjes. In 1927, het jaar dat de geluidsfilm zijn eerste successen kende, deed hij nog een meesterzet door Stan Laurel en Oliver Hardy bij elkaar te brengen.

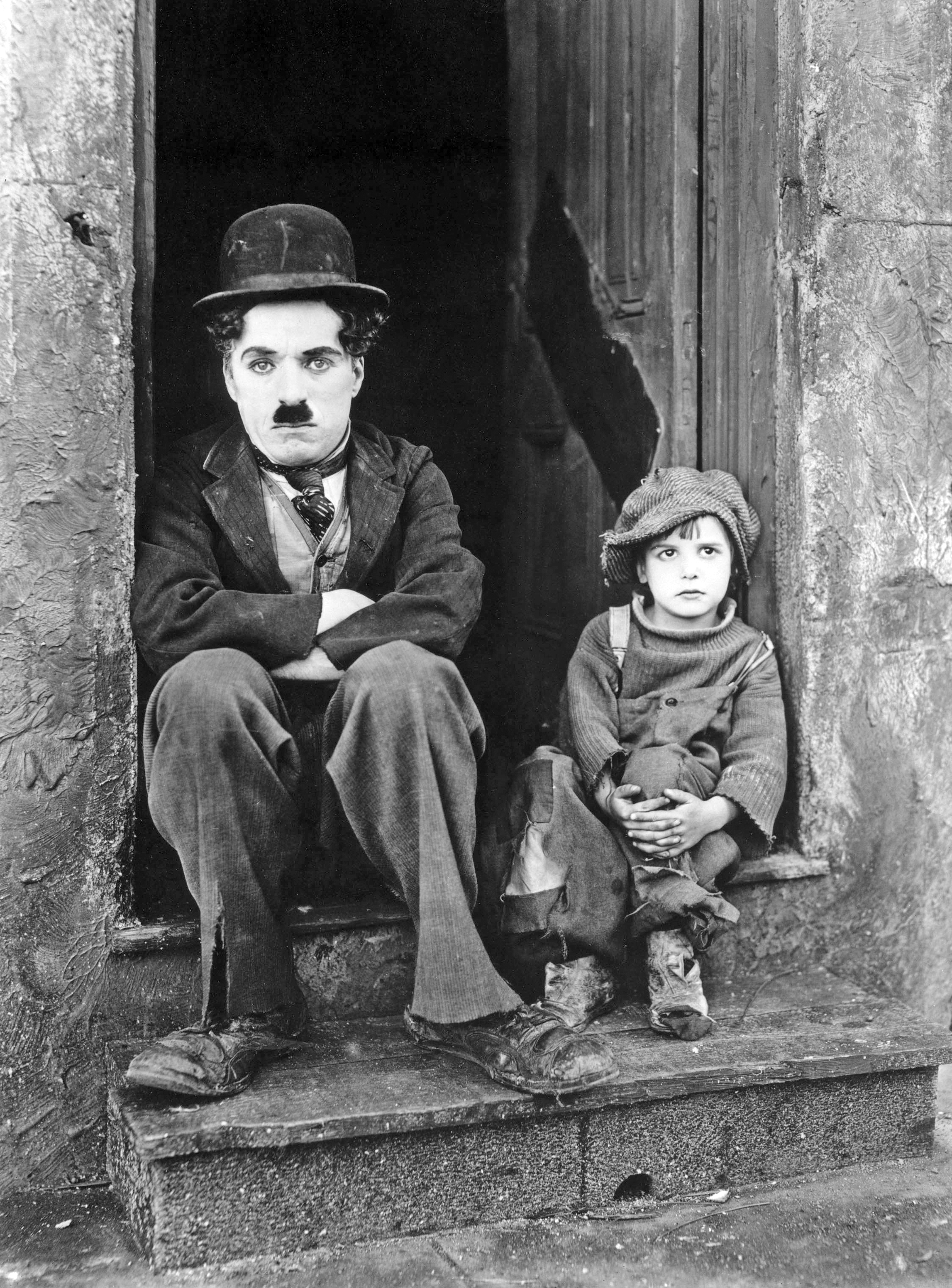
Met The Kid maakte Charlie Chaplin de overstap naar de lange speelfilm

Chaplin, Keaton, Arbuckle en Lloyd zouden in diezelfde periode succesvol de overstap maken naar de lange speelfilm. Chaplin was van de drie de eerste, met The Kid uit 1921. Lloyd volgde vrij snel. Hij maakte een grote verscheidenheid aan komedies, maar is tegenwoordig vooral bekend van spannende films als Safety Last!, waarin hij een wolkenkrabber beklimt, met allerlei gevaarlijke stunts tot gevolg. 
Fatty Arbuckle ging eveneens lange speelfilms maken, maar zag zijn carrière al snel eindigen toen hij verwikkeld raakte in een seksschandaal. Zijn voormalige sidekick Buster Keaton nam zijn productie-eenheid over en maakte verscheidene korte speelfilms. Hierin gaf hij blijk van surrealistische grappen. Zijn belangrijkste eigenschap was zijn droge humor, dat zich vooral uitte in zijn stoïcijnse blik. Hieraan dankte hij de bijnaam "The Great Stone Face", het Grote Stenen Gezicht. Later stapte hij ook over naar de lange speelfilm. Alhoewel zijn films nooit de populariteit van Chaplin en Lloyd wisten te behalen, worden zij tegenwoordig beschouwd als klassiekers.
Naast Chaplin, Keaton en Lloyd kende de jaren twintig nog een vierde zeer populaire filmkomiek: Harry Langdon. Sennett tekende hem in 1923. Zijn typetje, een uiterst onschuldig figuur met een babygezicht die altijd miraculeus weet te overleven terwijl om hem heen rampen gebeuren, wist pas in 1926 een succes te worden dankzij films als Tramp, Tramp, Tramp en The Strong Man. Als een jaar later de geluidsfilm zijn intrede doet, is zijn carrière over.
Naast slapstick kende de jaren twintig nog andere subgenres. Zo waren voor een korte tijd militaire komedies populair. De bekendste hiervan was een reeks van Paramount rond het duo Wallace Beery en Raymond Hatton. 
Een ander belangrijk subgenre waren de verfijnde 'seksuele' komedies, over driehoeksverhoudingen in het hogere milieu. Chaplin maakte een van de eerste films uit het genre, A Woman of Paris. Het publiek bleef echter weg bij deze film, waarschijnlijk omdat Chaplin er niet in verscheen als zijn geliefde zwerverspersonage. De belangrijkste regisseur van het genre was Ernst Lubitsch: hij kenmerkte zich met romantische komedies vol suggestieve seksuele toespelingen en risqué onderwerpen als buitenechtelijke relaties en driehoeksverhoudingen in de middenklasse. In deze films was een belangrijkere rol weggelegd voor vrouwen dan in de slapstickfilms. Ook Cecil B. DeMille maakte enkele van deze films, vaak met Gloria Swanson in de hoofdrol. De Milles geraffineerde komedies kenmerkten zich door vrouwen in dure, uitdagende kledij, rijke settings en seksueel provocerende situaties. Een voorbeeld is Why Change Your Wife? uit 1920. Boris Barnet maakte in de Sovjet-Unie vergelijkbare films als Het meisje met de hoedendoos (1927).

### 1928-1945
De komst van de geluidsfilm maakten het mogelijk om ook verbale humor in de film te verwerken. Acteurs die hiervan in de jaren twintig en dertig wisten te profiteren en uitgroeiden tot grote sterren, waren onder anderen Bob Hope, W.C. Fields, Mae West en The Marx Brothers, veelal acteurs die al in het theater succes hadden behaald met oneliners, kwinkslagen en scherpe woordspelingen, en nu de mogelijkheid kregen om hun vorm van hun humor naar het witte doek te brengen. 
Ook kwamen nieuwe genres op, zoals de screwball-komedie, een variant van de romantische komedie over de strijd der seksen, gekenmerkt door kluchtige situaties, snelle, spottende dialogen en excentrieke personages. Bekende voorbeelden zijn onder andere It Happened One Night (1934) van Frank Capra, The Awful Truth (1937) van Leo McCarey en Bringing Up Baby (1938) en His Girl Friday (1940) van Howard Hawks. Cary Grant, die in de laatste twee de hoofdrol had, was de belangrijkste acteur van het genre, Claudette Colbert, Katharine Hepburn en Carole Lombard de belangrijkste actrices. Preston Sturges bouwde hier in de oorlogsjaren op voort. Zijn Sullivan's Travels zou het genre hebben "beëindigd".
Slapstick was misschien zijn dominante positie verloren, maar de traditie van fysieke humor werd voortgezet door de korte films van onder andere Laurel en Hardy en de Three Stooges. Van de grote sterren van de jaren twintig wist enkel Charlie Chaplin nog succesvolle films maken, eerst met dialoogloze rolprenten als City Lights (1931) en Modern Times (1936), waarin zijn stem voor het eerst is te horen, een onzintaal zingend. Daarna ging hij ook geluidsfilms opnemen, zoals The Great Dictator (1940). In de VS werden ondertussen nieuwe komedieduo's uitgeprobeerd om het succes van Laurel en Hardy te evenaren. In de jaren veertig werden zij in de Verenigde Staten van de troon gestoten door Abbott en Costello. Ook Bob Hope en Bing Crosby hadden succes met zes Road To...-films.
De jaren dertig kende ook veel kindsterretjes. De Our Gang-films van Hal Roach liep tot ver in de jaren dertig. Shirley Temple werd op zesjarige leeftijd uitgeroepen tot de belangrijkste publiekstrekker van Hollywood, een positie die zij vier jaar lang vast wist te houden. Mickey Rooney werd als tiener een ster dankzij de Andy Hardy-films, een reeks die meer dan twintig jaar zou lopen.
In Europa werden in de periode eveneens komedie gemaakt, die zich door de plotselinge taalbarrière, ontstaan met de komst van de geluidsfilm, vooral richtten op de nationale markt. Landen kenden hun eigen slapstickhelden, zoals Totò uit Italië en Watt en Halfwatt uit Denemarken. In Groot-Brittannië waren het vooral acteurs die succes hadden in het Noord-Engelse musichallcircuit, zoals Gracie Fields, George Formby en Will Hay, die in de jaren dertig uit wisten te groeien tot nationale sterren.

### 1945-1960
In de jaren na de Tweede Wereldoorlog raakte het grote publiek uitgekeken op veel van de vroegere sterren uit Hollywood, en een paar wisten te overleven. Bing Crosby wist nog succes te halen met sentimentele komedies als The Bells of St Mary's (1949), en ook zijn oude partner Bob Hope bleef populair met films als The Paleface (1948). Bette Davis speelde de hoofdrol in de veelbekroonde scherpe komedie All About Eve (1950).
Tegelijkertijd kwam er slechts een handvol nieuwe sterren op, zoals Marilyn Monroe, Danny Kaye en Judy Holliday. Het belangrijkste komische duo van die tijd was Dean Martin en Jerry Lewis. Na hun breuk kozen zij ieder een succesvol pad, waarbij Lewis uit wist te groeien tot een van de populairste komieken van zijn tijd. Veel van zijn films werden geregisseerd door Frank Tashlin, voormalig animator van Looney Tunes-cartoons als Daffy Duck en Porky Pig. De eerste helft van de jaren vijftig waren bovendien de films rond Francis the Talking Mule, een pratende ezel, zeer succesvol. Op animatiegebied was vooral de (gewelddadige) humor van Tom en Jerry populair.
Vanaf de tweede helft van de jaren vijftig voorzag bovendien televisie meer en meer in de behoefte aan humor en amusement. Walt Disney bleef nog wel investeren in komedies, veelal films die geschikt waren voor het gehele gezin. Andere studio's probeerden vooral groots uit te pakken met avontuurlijke, grootse komedies vol met sterren, zoals Around the World in Eighty Days (1956), waarin naast hoofdrollen voor David Niven, Cantinflas en Shirley MacLaine acteurs en actrices als Buster Keaton, Frank Sinatra, Marlene Dietrich, John Gielgud en Peter Lorre een cameo hadden. Romantische komedies, al dan niet verwant aan de screwballcomedy's, wisten eveneens een groot publiek te trekken. Vooral de samenwerking tussen Doris Day en Rock Hudson bleek het goed te doen, met hits als Pillow Talk (1959) en Lover Come Back (1961).
Franse komieken als Louis de Funès, Fernandel en Jacques Tati wisten een internationaal publiek te bereiken. Engeland bouwde ondertussen een eigen traditie op, dankzij invloeden uit de klucht en de variété. Het Britse antwoord op Jerry Lewis was Norman Wisdom. Vanaf eind jaren veertig kregen de Ealing Studio's groot succes en veel lof voor hun zogenaamde "Ealing-comedy's", zwarte komedies met een vleug sociaal commentaar. Bekende titels zijn onder andere Kind Hearts and Coronets (1949), The Lavender Hill Mob (1951) en The Ladykillers (1955). Alec Guinness speelde regelmatig de hoofdrol in deze films, naast acteurs als Alastair Sim, Margaret Rutherford en Stanley Holloway. Tot de vaste regisseurs bij de studio behoorden onder anderen Alexander Mackendrick en Charles Crichton. Daarnaast wist de Britse filmindustrie zijn publiek te trekken met enkele filmreeksen, zoals de Carry On-films, die vrijwel onafgebroken liepen van 1958 tot 1978, de St. Trinian's-films met Alastair Sim verkleed als hoofdmeesteres van een meisjeskostschool, en de Doctor-films rond Dirk Bogarde, beginnend met Doctor in the House (1954).

### 1960-1980
Satire, zwarte humor, seksuele thema's en maatschappijkritiek werden vanaf eind jaren vijftig steeds populairder. Dit kwam voor een belangrijk deel doordat de autoriteit van de Hays Code, een censuurcode die van grote invloed was op Hollywood sinds de jaren dertig, sinds het succes van Billy Wilders Some Like It Hot (1959) steeds zwakker werd. Deze film met Marilyn Monroe, Jack Lemmon en Tony Curtis in de hoofdrollen kreeg geen goedkeuring van de commissie door zijn seksuele thema's (onder andere travestie), maar groeide ondanks dat uit tot een enorme kaskraker. In 2000 werd de film door het American Film Institute uitgeroepen tot de beste Amerikaanse filmkomedie aller tijden.
In de eerste jaren was er van deze nieuwe belangstelling voor satire, cynisme en politieke thema's overigens nog weinig te merken. De romantische films rond Doris Day en Rock Hudson bleven populair. Ook zeer succesvol in de eerste helft van de jaren zestig waren de "beach party"-films met Annette Funicello en Frankie Avalon in de hoofdrollen, films die vooral gingen over surfen en dansen in zwemkleding. De Disney Studio's brachten ondertussen een van hun succesvolste live-actionfilms uit, Mary Poppins (1964).
Het wegvallen van de code bood filmmakers de mogelijkheid politiek of sociaal gevoelige thema's in hun films te verwerken. Dr. Strangelove (1964) van Stanley Kubrick en MASH (1970) van Robert Altman waren voorbeelden van zwartgallige satires op de Koude Oorlog, terwijl The Graduate (1967) de draak stak met de seksuele moraal. Milder waren de absurdistische parodieën van Mel Brooks met Gene Wilder, zoals Young Frankenstein (1974) en Blazing Saddles (1974), respectievelijk een parodie op horrorfilms en westerns. 
Eveneens een groot succes waren de Pink Panther-films van Blake Edwards, met Peter Sellers als de onhandige Franse Inspecteur Clouseau, een parodie op detectivefilms. De Britse Sellers, die eerder succes had met films als de Ealing-comedy The Ladykillers en Kubricks Dr. Strangelove, wist met deze films uit te groeien tot een internationale ster. Woody Allen maakte vanaf eind jaren zestig naam met een reeks komedies, waarin een neurotisch personage (meestal gespeeld door hijzelf) worstelt met liefde, romantiek, familie en het Joodszijn. Zijn grote doorbraak kwam met Annie Hall (1977), waarvoor hij de Oscar voor Beste Film won.
In Groot-Brittannië werd in de jaren zestig een eigen stijl ontwikkeld tegen de achtergrond van "Swinging London". De geboren Amerikaan Richard Lester bood een kijkje in een dag uit het leven van The Beatles in het stilistisch speelse en droog humoristische A Hard Day's Night (1964). Het zette de toon voor andere films uit de jaren zestig, zoals Alfie (1966), die van Michael Caine een ster maakte. In de jaren zeventig kwamen de meeste komedies uit het Verenigd Koninkrijk voort uit televisieseries. Het meest succesvol waren de films van de absurdistische sketchkomediegroep Monty Python als Monty Python and the Holy Grail (1975) en Life of Brian (1979), maar ook meer op de familiegeoriënteerde sitcoms als Dad's Army kregen een speelfilmversie.

### 1980-heden
Stand-upcomedy werd vanaf de jaren zeventig een steeds belangrijkere leverancier van nieuwe sterren. Komieken als Richard Pryor, Steve Martin, Woody Allen en Robin Williams waren uit dit circuit afkomstig. De Amerikaanse televisieshow Saturday Night Live bood een springplank naar Hollywood aan onder anderen John Belushi, Bill Murray, Dan Aykroyd, Chevy Chase en later Eddie Murphy, Mike Myers, Adam Sandler en Will Ferrell.
Deels onder hun invloed kwam er een grovere variant van filmkomedie in de bioscoop, de zogenaamde "gross-out comedy". Het genre ontstond rond 1980 met films als National Lampoon's Animal House (1978) en Porky's (1981). The Farrelly Brothers scoorden in de jaren negentig enkele grote bioscoophits met films uit dat genre, zoals Dumb and Dumber (1994) en There's Something About Mary (1998). Enkele van de populairste komieken van de afgelopen twintig jaar, zoals Jim Carrey, Ben Stiller en Adam Sandler, zijn hun filmcarrière in dit genre begonnen. Filmregisseur, producer en scenarioschrijver Judd Apatow heeft binnen dit genre een eigen veld weten te creëren voor goed gewaardeerde en bezochte films met een serieuze ondertoon, zoals The 40 Year Old Virgin (2005) en Knocked Up (2007).
Het werd in de jaren tachtig tevens steeds gebruikelijker om in actiefilms komische elementen te verwerken, getuige films als Raiders of the Lost Ark of Die Hard. Eddie Murphy maakte in de jaren tachtig enkele succesvolle actiekomedies, zoals 48 Hrs. (1982) en Beverly Hills Cop (1984). Jackie Chan gaf in hetzelfde decennium de oosterse vechtfilm een komische benadering, door elementen uit de slapstickfilms van Chaplin, Keaton en Lloyd in zijn films te verwerken.
De jaren tachtig zag tevens de opkomst van de tienerfilm. Veel van deze films, waaronder The Breakfast Club (1985) en Ferris Bueller's Day Off (1986), waren geregisseerd door John Hughes. Rond het jaar 2000 kreeg dit genre een opleving met films als American Pie (1999), waarin het elementen overneemt van de gross-out comedy. Hughes is tevens de man achter Home Alone (1990), die samen met onder andere Honey, I Shrunk the Kids (1989) de belangstelling deed opleven voor komedies voor het hele gezin.
Ook de parodiërende film blijft populair. Zucker, Abrahams en Zucker maakten in films als Airplane! (1980) en The Naked Gun: From the Files of Police Squad! (1988) dankbaar gebruik van de combinatie van parodie, droge humor en absurdisme die Mel Brooks was begonnen. Zij ontdekten met deze films het droogkomische talent van acteur Leslie Nielsen, die na Airplane! in een lange reeks pastiches optrad. Andere uiterst populaire parodieën waren de Austin Powers-reeks van Mike Myers, een parodie op Britse spionnenfilms als de James Bondfilms, en de Scary Movie-films. 
Een subgenre van de parodie, de mockumentary, toont fictieve elementen in een documentairestijl. Het genre heeft veel aandacht gekregen door Rob Reiners rock-mockumentary This Is Spinal Tap (1984). Christopher Guest, hoofdrolspeler en schrijver van de film, heeft later meer films in het genre gemaakt. Een ander zeer succesvolle film uit het genre was Borat (2006) van Sacha Baron Cohen.
Eind jaren tachtig vond tevens een opleving van de romantische komedie plaats, dankzij het succes van Reiners When Harry Met Sally... uit 1989, met Meg Ryan en Billy Crystal in de hoofdrollen. De film kreeg navolging met films als Pretty Woman (1990) met Julia Roberts en Richard Gere, Sleepless in Seattle (1993) met Ryan en Tom Hanks, en While You Were Sleeping (1995) met Sandra Bullock. Ook uit Groot-Brittannië kwamen enkele internationale successen, vaak geschreven door Richard Curtis en met Hugh Grant in de hoofdrol. Voorbeelden waren onder andere Four Weddings and a Funeral (1994) en Notting Hill (1999), waarin Julia Roberts de tegenspeelster van Grant is. 
Brits succes kwam ook uit een andere hoek: The Full Monty (1997), een film over mannen uit de arbeidersklasse die gaan strippen om in hun onderhoud te kunnen blijven voorzien, is uitgegroeid tot een van de meest winstgevende Britse films aller tijden.